# Ayouba Kosiah
Ayouba Kosiah (Almere, 22 juli 2001) is een Liberiaans-Nederlands voetballer die doorgaans speelt als spits. In maart 2023 tekende hij voor Beerschot VA. Kosiah maakte in 2021 zijn debuut in het Liberiaans voetbalelftal.

## Clubcarrière
Kosiah speelde in de jeugdopleiding van FC Utrecht en kwam in 2018 zonder club te zitten. Na vijf maanden vond hij onderdak bij Almere City. Deze club verliet hij medio 2021 transfervrij voor NAC Breda. Kosiah maakte op 8 augustus 2021 zijn professionele debuut namens NAC in de eerste speelronde van de Eerste divisie in het seizoen 2021/22. Op bezoek bij VVV-Venlo moest hij van coach Edwin de Graaf als reservespeler aan het duel beginnen. Hij zag vanaf de reservebank teamgenoot Ralf Seuntjens de score openen en daarna verspeelde NAC die voorsprong door een treffer van Brian Koglin en een eigen doelpunt van Colin Rösler. Zeventien minuten na rust mocht Kosiah invallen voor DJ Buffonge en in de blessuretijd maakte NAC gelijk via mededebutant Boris van Schuppen: 2–2.
In februari 2022 tekende hij een contract bij NAC tot medio 2023. Dit contract zou hij niet uitzitten; een klein jaar na het tekenen van zijn contract mocht hij per direct vertrekken bij de Bredase club. Daarop ging Kosiah op proef bij Beerschot VA. Hier overtuigde hij de club om hem een contract voor tweeënhalf jaar voor te schotelen, welke hij tekende. Zijn aflopende contract werd in het voorjaar van 2025 opengebroken en met een jaar verlengd.

## Clubstatistieken
| Seizoen | Club         | Competitie      | Competitie | Competitie | Beker | Beker | Internationaal | Internationaal | Totaal | Totaal |
| Seizoen | Club         | Competitie      | Wed.       | Dlp.       | Wed.  | Dlp.  | Wed.           | Dlp.           | Wed.   | Dlp.   |
| ------- | ------------ | --------------- | ---------- | ---------- | ----- | ----- | -------------- | -------------- | ------ | ------ |
| 2021/22 | NAC Breda    | Eerste divisie  | 15         | 0          | 0     | 0     | —              | —              | 15     | 0      |
| 2022/23 | NAC Breda    | Eerste divisie  | 6          | 0          | 1     | 0     | —              | —              | 7      | 0      |
| 2022/23 | Beerschot VA | Eerste klasse B | 6          | 2          | 0     | 0     | —              | —              | 6      | 2      |
| 2023/24 | Beerschot VA | Eerste klasse B | 5          | 3          | 1     | 0     | —              | —              | 6      | 3      |
| 2024/25 | Beerschot VA | Eerste klasse A | 16         | 1          | 3     | 0     | —              | —              | 19     | 1      |
| Totaal  | Totaal       | Totaal          | 48         | 6          | 5     | 0     | 0              | 0              | 53     | 6      |

Bijgewerkt op 9 april 2025.

## Interlandcarrière
Kosiah maakte zijn debuut in het Liberiaans voetbalelftal op 3 september 2021, op bezoek bij Nigeria in een kwalificatiewedstrijd voor het WK 2022. Hij mocht van bondscoach Peter Butler in de basisopstelling beginnen en zag Kelechi Iheanacho met twee doelpunten de wedstrijd beslissen: 2–0. De andere Liberiaanse debutanten dit duel waren Brem Soumaoro (FC Den Bosch) en Abu Kamara (FK Makedonija).
| Interlands van Ayouba Kosiah voor Liberia | Interlands van Ayouba Kosiah voor Liberia | Interlands van Ayouba Kosiah voor Liberia | Interlands van Ayouba Kosiah voor Liberia | Interlands van Ayouba Kosiah voor Liberia | Interlands van Ayouba Kosiah voor Liberia | Interlands van Ayouba Kosiah voor Liberia |
| №                                         | Datum                                     | Wedstrijd                                 | Uitslag                                   | Competitie                                | Doelpunten                                |                                           |
| Als speler bij NAC Breda                  | Als speler bij NAC Breda                  | Als speler bij NAC Breda                  | Als speler bij NAC Breda                  | Als speler bij NAC Breda                  | Als speler bij NAC Breda                  | Als speler bij NAC Breda                  |
| ----------------------------------------- | ----------------------------------------- | ----------------------------------------- | ----------------------------------------- | ----------------------------------------- | ----------------------------------------- | ----------------------------------------- |
| 1                                         | 3 september 2021                          | Nigeria – Liberia                         | 2 – 0                                     | WK 2022 kwalificatie                      |                                           |                                           |
| 2                                         | 6 september 2021                          | Centraal-Afrikaanse Republiek – Liberia   | 0 – 1                                     | WK 2022 kwalificatie                      |                                           |                                           |
| 3                                         | 7 oktober 2021                            | Liberia – Kaapverdië                      | 1 – 2                                     | WK 2022 kwalificatie                      |                                           |                                           |
| Als speler bij Beerschot VA               |                                           |                                           |                                           |                                           |                                           |                                           |
| 4                                         | 24 maart 2023                             | Liberia – Benin                           | 0 – 4                                     | Vriendschappelijk                         |                                           |                                           |
| 5                                         | 27 maart 2023                             | Sierra Leone – Liberia                    | 1 – 0                                     | Vriendschappelijk                         |                                           |                                           |
| 6                                         | 29 maart 2023                             | Liberia – Burkina Faso                    | 1 – 2                                     | Vriendschappelijk                         |                                           |                                           |
| 7                                         | 19 maart 2025                             | Liberia – Tunesië                         | 0 – 1                                     | WK 2026 kwalificatie                      |                                           |                                           |
| 8                                         | 24 maart 2025                             | Liberia – Sao Tomé en Principe            | 2 – 1                                     | WK 2026 kwalificatie                      |                                           |                                           |

Bijgewerkt op 9 april 2025.

## Erelijst
| Eerste Klasse B | 1 | 2023/24 |